# Симонов Михайло Васильович
Миха́йло Васи́льович Си́монов (1 серпня 1913 — 24 квітня 2004) — радянський військовий льотчик, у роки Другої світової війни — командир авіаційної ланки 2-го гвардійського авіаційного полку 3-ї авіаційної дивізії далекої дії, гвардії капітан. Герой Радянського Союзу (1942).

## Життєпис
Народився 1 серпня 1913 року в селищі станції Кутейникове (нині — селище міського типу Копані в Амвросіївському районі Донецької області) в родині службовця. Українець.
Закінчив 7 класів у 1926 році і школу ФЗУ. Працював слюсарем-котельником у Горловці. У 1932 році закінчив навчальний комбінат Південних залізниць (м. Харків), у 1935 році — Балашовську школу льотчиків ЦПФ. Працював лінійним пілотом траси Владивосток — Могоча Далекосхідного управління ЦПФ (м. Хабаровськ, Росія). У 1937 році був членом екіпажу, який здійснив переліт за маршрутом: Хабаровськ — Ніколаєвськ-на-Амурі — Охотськ — Бухта Нагаєва — Петропавловськ-Камчатський.
До лав РСЧА призваний у січні 1941 року. Учасник німецько-радянської війни з червня 1941 року. Воював у складі 212-го далекобомбардувального авіаційного полку. Літав на літаках Іл-4 і Пе-3. Член ВКП(б) з 1942 року.
До жовтня 1942 року здійснив 150 бойових вильотів, з них 97 — вночі, на бомбардування скупчень мотомеханічованих частин, живої сили супротивника, аеродромів, а також 9 вильотів на бомбардування військово-політичних і господарсько-адміністративних центрів у глибокому тилу ворога (Берлін, Данциг, Кенігсберг, Варшава, Бухарест, Будапешт, Ленцен). У повітряних боях стрільцями з його екіпажу збито 4 винищувачі Ме-109 і один Не-113. Ще 12 бомбардувальників супротивника було знищено на аеродромах. Всього ж за роки війни гвардії майор М. В. Симонов здійснив 278 бойових вильотів.
У повоєнний час повернувся до льотної роботи в умовах Крайньої Півночі. У 1947 році закінчив КУОС. У 1949 році він першим у світі здійснив посадку важкого бомбардувальника на Північному полюсі, доправивши туди членів арктичної експедиції «Північний полюс-2».
З 1950 року полковник М. В. Симонов — льотчик-випробувач при військовому представництві на Казанському авіаційному заводі. Протягом 12 років випробовував всі моделі літаків цього підприємства. З 1952 року — льотчик-випробувач Міністерства авіаційної промисловості СРСР, з 1954 року — старший льотчик-випробувач, з 1961 року — заступник начальника льотної випробувальної станції.
З 1961 року полковник М. В. Симонов — у запасі, згодом — у відставці. Мешкав у Казані (Татарстан), де й помер 24 квітня 2004 року. Похований на кладовищі «Суха річка».

## Нагороди
Указом Президії Верховної Ради СРСР від 31 грудня 1942 року «за зразкове виконання бойових завдань командування на фронті боротьби з німецькими загарбниками та виявлені при цьому відвагу і героїзм», гвардії капітанові Симонову Михайлу Васильовичу присвоєне звання Героя Радянського Союзу з врученням ордена Леніна і медалі «Золота Зірка» (№ 796).
Нагороджений трьома орденами Леніна (31.12.1942, 05.11.1944, 14.01.1952), трьома — Червоного Прапора (04.10.1941, 13.11.1941, …), двома — Вітчизняної війни 1-го ступеня (20.05.1942, 11.03.1985), двома — Червоної Зірки (…) і медалями.